# Yalaha
Yalaha és una concentració de població designada pel cens dels Estats Units a l'estat de Florida. Segons el cens del 2000 tenia 1.175 habitants.

## Demografia
Segons el cens del 2000, Yalaha tenia 1.175 habitants, 521 habitatges, i 385 famílies. La densitat de població era de 72,6 habitants/km².
Dels 521 habitatges en un 18,2% hi vivien nens de menys de 18 anys, en un 64,7% hi vivien parelles casades, en un 6,1% dones solteres, i en un 26,1% no eren unitats familiars. En el 23,8% dels habitatges hi vivien persones soles el 15% de les quals corresponia a persones de 65 anys o més que vivien soles. El nombre mitjà de persones vivint en cada habitatge era de 2,24 i el nombre mitjà de persones que vivien en cada família era de 2,62.
Per edats la població es repartia de la següent manera: un 17,1% tenia menys de 18 anys, un 3,7% entre 18 i 24, un 20,8% entre 25 i 44, un 29% de 45 a 60 i un 29,4% 65 anys o més.
L'edat mediana era de 50 anys. Per cada 100 dones de 18 o més anys hi havia 96,4 homes.
La renda mediana per habitatge era de 31.940 $ i la renda mediana per família de 38.026 $. Els homes tenien una renda mediana de 31.932 $ mentre que les dones 22.829 $. La renda per capita de la població era de 19.734 $. Entorn del 6% de les famílies i l'11,2% de la població estaven per davall del llindar de pobresa.

## Poblacions més properes
El següent diagrama mostra les poblacions més properes.